# Danh sách đĩa nhạc của Lana Del Rey
Dưới đây là danh sách đĩa nhạc của nữ nghệ sĩ thu âm người Mỹ Lana Del Rey bao gồm 2 album phòng thu, 3 đĩa mở rộng và 7 đĩa đơn. Tính đến tháng 7 năm 2012, Lana đã bán được 2 triệu album và 2 triệu đĩa đơn trên toàn thế giới.
Sau khi ký hợp đồng với các hãng đĩa Stranger Records, Interscope Records và Polydor, Del Rey ra mắt công chúng vào tháng 1 năm 2012 với album phòng thu đầu tay, Born to Die. Tính đến tháng 7 năm 2012, Born to Die đã được tiêu thụ hơn 2 triệu bản trên toàn thế giới. Album giành được ngôi vị quán quân ở Anh, Áo, Hy Lạp, Thụy Sĩ và nhiều quốc gia châu Âu khác. Đĩa đơn đầu tiên của album, "Video Games", được phát hành vào tháng 10 năm 2011. Ca khúc nhận được nhiều ý kiến tích cực từ các nhà phê bình, đạt vị trí quán quân ở Đức.
Với sự phát hành của EP thứ ba, Paradise, Del Rey đã có ba album lọt vào top 10 ở Mỹ, với vị trí #10 trên bảng xếp hạng Billboard 200 và 67,000 bản được tiêu thụ trong tuần đầu phát hành. Hai đĩa đơn từ EP là "Ride" và "Cola" đều đạt được vị trí cao trên bảng xếp hạng của nhiều quốc gia.

## Album

### Album phòng thu
| Tên                                                                           | Chi tiết | Vị trí xếp hạng cao nhất | Vị trí xếp hạng cao nhất | Vị trí xếp hạng cao nhất | Vị trí xếp hạng cao nhất | Vị trí xếp hạng cao nhất | Vị trí xếp hạng cao nhất | Vị trí xếp hạng cao nhất | Vị trí xếp hạng cao nhất | Vị trí xếp hạng cao nhất | Vị trí xếp hạng cao nhất | Doanh số                                             | Chứng nhận |
| Tên                                                                           | Chi tiết | Mỹ                       | Úc                       | Áo                       | Canada                   | Pháp                     | Đức                      | Ireland                  | Hà Lan                   | Thụy Sĩ                  | Anh                      | Doanh số                                             | Chứng nhận |
| ----------------------------------------------------------------------------- | --- | ------------------------ | ------------------------ | ------------------------ | ------------------------ | ------------------------ | ------------------------ | ------------------------ | ------------------------ | ------------------------ | ------------------------ | ---------------------------------------------------- | --- |
| Lana Del Ray A.K.A. Lizzy Grant                                               | - Phát hành: 4 tháng 1 năm 2010 - Hãng đĩa: 5 Points - Định dạng: Tải kĩ thuật số                               | —                        | —                        | —                        | —                        | —                        | —                        | —                        | —                        | —                        | —                        |                                                      | |
| Born to Die                                                                   | - Phát hành: 30 tháng 1 năm 2012 - Hãng đĩa: Stranger, Interscope, Polydor - Định dạng: CD, tải kĩ thuật số, LP | 2                        | 1                        | 1                        | 3                        | 1                        | 1                        | 1                        | 2                        | 1                        | 1                        | - Thế giới: 3.400.000 - Pháp: 365.000 - Anh: 719.000 | - Mỹ: Vàng - Úc: Bạch kim - Đức: 5× Vàng - Áo: 2× Bạch kim - Ireland: 2× Bạch kim - Thụy Sĩ: 2× Bạch kim - Canada: Bạch kim - Pháp: 3× Bạch kim |
| Ultraviolence                                                                 | - Phát hành: 13 tháng 6 năm 2014 - Hãng đĩa: Polydor, Interscope - Định dạng: CD, digital download, LP          | 1                        | 1                        | 5                        | 1                        | 2                        | 3                        | 2                        | 5                        | 2                        | 1                        | - Thế giới: 880.000 - Mỹ: 182.000                    | - Anh: Vàng - Canada: Vàng |
| "—" Album không có mặt trên bảng xếp hạng hoặc không phát hành ở quốc gia đó. | |                          |                          |                          |                          |                          |                          |                          |                          |                          |                          |                                                      | |

### Đĩa mở rộng
| Kill Kill                                                                     | - Phát hành: 21 tháng 10 năm 2008 - Hãng đĩa: 5 Points - Định dạng: Tải kĩ thuật số                           | —  | —  | —  | —  |
| Lana Del Rey                                                                  | - Phát hành: 10 tháng 1 năm 2012 - Hãng đĩa: Stranger, Interscope, Polydor - Định dạng: Tải kĩ thuật số       | 20 | —  | 18 | —  |
| Paradise                                                                      | - Phát hành: 13 tháng 11 năm 2012 - Hãng đĩa: Interscope, Polydor - Định dạng: CD, tải kỹ thuật số, 12" Vinyl | 10 | 19 | 10 | 19 |
| "—" Album không có mặt trên bảng xếp hạng hoặc không phát hành ở quốc gia đó. | |    |    |    |    |

## Đĩa đơn
| Tên                                                                             | Năm  | Vị trí xếp hạng cao nhất | Vị trí xếp hạng cao nhất | Vị trí xếp hạng cao nhất | Vị trí xếp hạng cao nhất | Vị trí xếp hạng cao nhất | Vị trí xếp hạng cao nhất | Vị trí xếp hạng cao nhất | Vị trí xếp hạng cao nhất | Vị trí xếp hạng cao nhất | Vị trí xếp hạng cao nhất | Chứng nhận                                                                      | Thuộc album      |
| Tên                                                                             | Năm  | Mỹ                       | Úc                       | Áo                       | Canada                   | Pháp                     | Đức                      | Ireland                  | New Zealand              | Thụy Sĩ                  | Anh                      | Chứng nhận                                                                      | Thuộc album      |
| ------------------------------------------------------------------------------- | ---- | ------------------------ | ------------------------ | ------------------------ | ------------------------ | ------------------------ | ------------------------ | ------------------------ | ------------------------ | ------------------------ | ------------------------ | ------------------------------------------------------------------------------- | ---------------- |
| "Video Games"                                                                   | 2011 | 91                       | 23                       | 2                        | 72                       | 2                        | 1                        | 6                        | —                        | 2                        | 9                        | - Áo: Vàng - Bỉ: Bạch kim - Đức: Bạch kim - Thụy Sĩ: 2× Bạch kim - Úc: Bạch kim | Born to Die      |
| "Born to Die"                                                                   | 2011 | —                        | 34                       | 10                       | —                        | 13                       | 29                       | 12                       | —                        | 13                       | 9                        | - Úc: Vàng                                                                      | Born to Die      |
| "Off to the Races"                                                              | 2012 | —                        | —                        | —                        | —                        | —                        | —                        | —                        | —                        | —                        | —                        |                                                                                 | Born to Die      |
| "Carmen"                                                                        | 2012 | —                        | —                        | —                        | —                        | —                        | —                        | —                        | —                        | —                        | —                        |                                                                                 | Born to Die      |
| "Blue Jeans"                                                                    | 2012 | —                        | —                        | —                        | —                        | 16                       | —                        | —                        | —                        | 39                       | 32                       |                                                                                 | Born to Die      |
| "Summertime Sadness"                                                            | 2012 | —                        | —                        | 8                        | —                        | 56                       | 4                        | —                        | 23                       | 3                        | —                        | - Áo: Vàng - Đức: Vàng - Thụy Sĩ: Vàng                                          | Born to Die      |
| "National Anthem"                                                               | 2012 | —                        | —                        | —                        | —                        | 152                      | —                        | —                        | —                        | —                        | 92                       |                                                                                 | Born to Die      |
| "Blue Velvet"                                                                   | 2012 | —                        | —                        | 40                       | —                        | 40                       | 49                       | —                        | —                        | 42                       | 60                       |                                                                                 | Paradise         |
| "Ride"                                                                          | 2012 | —                        | —                        | 63                       | —                        | 56                       | 44                       | 35                       | —                        | 20                       | 32                       |                                                                                 | Paradise         |
| "Dark Paradise"                                                                 | 2013 | —                        | —                        | 42                       | —                        | —                        | 45                       | —                        | —                        | 48                       | —                        |                                                                                 | Born to Die      |
| "Burning Desire"                                                                | 2013 | —                        | —                        | —                        | —                        | —                        | —                        | —                        | —                        | —                        | 172                      |                                                                                 | Paradise         |
| "Young and Beautiful"                                                           | 2013 | 22                       | 8                        | 57                       | 45                       | 31                       | 50                       | 16                       | 79                       | 31                       | 23                       | - Mỹ: Bạch kim - Úc: 3× Bạch kim - Canda: Vàng                                  | The Great Gatsby |
| "Once Upon a Dream"                                                             | 2014 | —                        | —                        | —                        | —                        | 172                      | —                        | 76                       | —                        | —                        | 84                       |                                                                                 | Maleficent       |
| "West Coast"                                                                    | 2014 | 17                       | 44                       | 39                       | 26                       | 34                       | 22                       | 31                       | —                        | 13                       | 21                       |                                                                                 | Ultraviolence    |
| "Shades of Cool"                                                                | 2014 | 79                       | 50                       | —                        | 52                       | 37                       | —                        | —                        | —                        | 43                       | 144                      |                                                                                 | Ultraviolence    |
| "Ultraviolence"                                                                 | 2014 | 70                       | —                        | —                        | 38                       | 160                      | —                        | —                        | —                        | —                        | 105                      |                                                                                 | Ultraviolence    |
| "Brooklyn Baby"                                                                 | 2014 | —                        | 35                       | 64                       | 60                       | 33                       | —                        | —                        | 87                       | 16                       | 86                       |                                                                                 | Ultraviolence    |
| "—" Đĩa đơn không có mặt trên bảng xếp hạng hoặc không phát hành ở quốc gia đó. |      |                          |                          |                          |                          |                          |                          |                          |                          |                          |                          |                                                                                 |                  |

## Các bài hát khác
| "Radio"                                                                         | 2012 | 67  | —   | Born to Die                     |
| "Without You"                                                                   | 2012 | —   | 121 | Born to Die                     |
| "Dayglo Reflection" (Bobby Womack hợp tác với Lana Del Rey)                     | 2012 | 138 | —   | The Bravest Man in the Universe |
| "Burning Desire"                                                                | 2012 | —   | 172 | Paradise                        |
| "Body Electric"                                                                 | 2012 | 103 | 160 | Paradise                        |
| "Bel Air"                                                                       | 2012 | 105 | 184 | Paradise                        |
| "Gods & Monsters"                                                               | 2012 | 92  | 150 | Paradise                        |
| "Cola"                                                                          | 2012 | 71  | 120 | Paradise                        |
| "American"                                                                      | 2012 | 84  | 151 | Paradise                        |
| "Yayo"                                                                          | 2012 | 120 | —   | Paradise                        |
| "—" Ca khúc không có mặt trên bảng xếp hạng hoặc không phát hành ở quốc gia đó. |      |     |     |                                 |

## Video âm nhạc
| Tên                   | Năm  | Đạo diễn                    |
| --------------------- | ---- | --------------------------- |
| "Video Games"         | 2011 | Elizabeth Grant             |
| "Born to Die"         | 2011 | Yoann Lemoine               |
| "Blue Jeans"          | 2012 | Yoann Lemoine               |
| "Carmen"              | 2012 | Elizabeth Grant             |
| "National Anthem"     | 2012 | Anthony Mandler             |
| "Summertime Sadness"  | 2012 | Kyle Newman, Spencer Susser |
| "Blue Velvet"         | 2012 | Johan Renck                 |
| "Ride"                | 2012 | Anthony Mandler             |
| "Burning Desire"      | 2013 | Ant Shurmer                 |
| "Chelsea Hotel No. 2" | 2013 | Ant Shurmer                 |
| "Summer Wine"         | 2013 | -                           |